# Neon White
Neon White  est un jeu vidéo de tir, de plates-formes et de réflexion sorti le 16 juin 2022 sur les plateformes Windows et Nintendo Switch, le 13 décembre 2022 sur PlayStation 4 et PlayStation 5 et le 11 juillet 2024 sur Xbox One et Xbox Series. Il est développé par le studio Angel Matrix et publié par l'éditeur Annapurna Interactive.
Prenant place dans un monde similaire au paradis, le jeu est une suite de niveaux de parkour qui doivent être parcourus le plus rapidement possible et en se débarrassant d'obstacles avec diverses armes à feu.

## Description
Le jeu est une suite de niveaux de parkour qui doivent être parcourus le plus rapidement possible et en se débarrassant d'obstacles avec diverses armes à feu. Différentes médailles viennent récompenser le joueur selon sa rapidité de traversée.
Il prend place dans un univers fictif assimilé au paradis et peuplé de démons.

## Développement
Neon White  est conçu par Ben Esposito, développeur de Donut County (2018), déjà édité par Annapurna Interactive. Avant de créer ses propres jeux, il travaillait pour le studio Giant Sparrow sur les jeux The Unfinished Swan et What Remains of Edith Finch. Le développement de son nouveau projet est annoncé lors d'une émission Nintendo Direct en février 2021. La volonté d'Esposito est de s'éloigner de Donut County, et il tente diverses approches en s'inspirant du système de cartes de Slay the Spire, jeu indépendant qui connaît un important succès à l'époque. En 2019, il réunit plusieurs autres développeurs autour de lui sous le nom de la structure Angel Matrix,.
La bande son originale du jeu, qui devait être initialement composée par Ben Esposito lui même, a finalement été composée par Machine Girl, un groupe américain de musique électronique, suite à l'envergure et l'ampleur grandissante prise par le projet pendant le cours de son développement. La bande son comporte 51 titres répartis en 2 parties distinctes, "The Wicked Heart" et "The Burn That Cures", où chaque mission, chaque personnage, chaque place, et certaines scènes possèdent leur propre thème.
Neon White  sort finalement le 16 juin 2022 sur les plateformes Windows et Nintendo Switch, le 13 décembre 2022 sur PlayStation 4 et PlayStation 5 et le 11 juillet 2024 sur Xbox One et Xbox Series.

## Accueil

### Réception critique
Neon White  reçoit dans l'ensemble d'excellentes critiques, bien que nombreuses sont les voix qui s'élèvent pour décrier le caractère exagéré et hypersexualisé de son écriture.

### Distinctions
Neon White  est nommé à de nombreuses reprises dans les cérémonies de récompenses de la saison 2022-2023, sans jamais y remporter de prix. En mars 2023, il est ainsi parmi les cinq candidats au grand prix Seumas-McNally de l'Independent Games Festival, généralement reconnu comme le plus prestigieux qui soit pour un jeu indépendant, mais celui-ci échoit à Betrayal at Club Low. Il figurait aussi parmi les nommés au prix de l'excellence en game design, et reçoit une mention honorable pour sa qualité sonore. Dans le même temps, son nom revient dans cinq catégories des Game Developers Choice Awards : pour le meilleur premier jeu, le meilleur design, et la meilleure innovation, tandis qu'il reçoit des mentions honorables pour sa qualité sonore et sa direction artistique.
Aux Game Awards 2022, il est nommé dans les catégories du meilleur jeu indépendant, du meilleur premier jeu indépendant, et du meilleur jeu d'action. Aux DICE Awards, il est cette fois en lice parmi les meilleurs jeux indépendants et les meilleurs jeux d'action.